# جورگوابر (املش)
جورگوابر ، روستایی از توابع بخش رانکوه شهرستان املش در استان گیلان ایران است.

## جمعیت
این روستا در دهستان شبخوس‌لات قرار دارد و براساس سرشماری مرکز آمار ایران در سال ۱۳۸۵، جمعیت آن ۵۰۱ نفر (۱۴۰خانوار) بوده‌است. سابقه سکونت در این محل به کمتر از یک قرن بازمی‌گردد و آن زمانی که تا سال‌های دهه ۱۳۳۰مسیر عبوری کاروانها و مردمانی بوده که از این مسیر ییلاق قشلاق می‌کردند.